# Zira FK
Zirə Futbol Klubu azerbajdžanski je nogometni klub sa sjedištem u Ziri, dijelu glavnog grada Bakua. Klub se natječe u Azerbajdžanskoj Premijer ligi.
Klub je osnovan 2014. godine i odmah se pridružio Azerbajdžanskoj Prvoj ligi.
Unatoč tome što je u svojoj prvoj sezoni u Azerbajdžanskoj Premijer ligi završio na 2. mjestu, klubu nije bilo dopušteno natjecati se u UEFA Europskoj ligi.
Klub do sada nije osvojio nijedan trofej. Zirin domaći teren je Olimpijski kompleks, koji ima kapacitet od 1500 mjesta.
Zira je igrala protiv Osijeka u trećem pretkolu UEFA Konferencijske lige u sezoni 2024./25. i izbacila ga iz daljnjeg natjecanja, a u drugom pretkolu UEFA Konferencijske lige u sezoni 2025./26. eliminirao ih je splitski Hajduk.

## Zira u europskim natjecanjima
| Sezona    | Natjecanje                        | Kolo                    | Klub                | Doma      | U gostima | Ukupno         |
| --------- | --------------------------------- | ----------------------- | ------------------- | --------- | --------- | -------------- |
| 2017./18. | UEFA Europska liga                | 1. kvalifikacijsko kolo | Differdange 03      | 2:0       | 2:1       | 4:1            |
| 2017./18. | UEFA Europska liga                | 2. kvalifikacijsko kolo | Astra Giurgiu       | 0:0       | 1:3       | 1:3            |
| 2022./23. | UEFA Europska konferencijska liga | 2. kvalifikcijsko kolo  | Maccabi Tel Aviv    | 0:3       | 0:0       | 0:3            |
| 2024./25. | UEFA Europska liga                | 1. kvalifikacijsko kolo | Sheriff Tiraspol    | 1:2 (pr.) | 1:0       | 2:2 (4:5 pen.) |
| 2024./25. | UEFA Konferencijska liga          | 2. kvalifikacijsko kolo | DAC Dunajská Streda | 4:0       | 2:1       | 6:1            |
| 2024./25. | UEFA Konferencijska liga          | 3. kvalifikcijsko kolo  | Osijek              | 2:2 (pr.) | 1:1       | 3:3 (2:1 pen.) |
| 2024./25. | UEFA Konferencijska liga          | Doigravanje             | Omonia              | 1:0       | 0:6       | 1:6            |
| 2025./26. | UEFA Konferencijska liga          | 2. kvalifikacijsko kolo | Hajduk Split        | 1:1       | 1:2 (pr.) | 2:3            |